# Уенск
Уе́нск (бел. Уенск) — посёлок в составе Черноборского сельсовета Быховского района Могилёвской области Белоруссии.

## Население
- 2010 год — 6 человек